# Turbulence (программа АНБ)
Turbulence (в переводе с английского — «Турбулентность») — ИТ-проект Агентства национальной безопасности США, начатый примерно в 2005 году, технологический преемник проекта Trailblazer. В отличие от проекта Trailblazer, реализовывался небольшими, «тестовыми» этапами. Технология Turbulence предназначения для ведения операций кибервойны, включая заражение компьютерными вирусами удаленных компьютеров.
С 2007 года проект Turbulence подвергался критике со стороны некоторых конгрессменов за чрезмерную бюрократизацию, аналогичную имевшей место в проекте Trailblazer. В статье Ш.Горман в Baltimore Sun в 2007 году, со ссылкой на двух бывших правительственных чиновников отмечается, что проект Turbulence исполнялся с превышением бюджета, и мало соответствовал стратегии в целом.
Проект Trailblazer был закрыт в середине 2000-х годов после расследования, проведенного Конгрессом и министерством обороны США, которое признало проект расточительным и неэффективным. Томас Дрейк, один из тех, кто предоставил информацию о проекте Trailblazer для этого расследования, был позже обвинен на основании Закона о шпионаже 1917 года в связи с тем, что в его доме было найдено 5 документов, два из которых были посвящены проекту Turbulence. Адвокаты Дрейка в этой связи отметили, что один из этих документов имеет чёткий гриф «Открытая информация» (англ. UNCLASSIFIED), а другой был рассекречен вскоре после предъявления Дрейку обвинения.

## Программы
Turbulence включает в себя девять основных программ, из которых известны имена:.
- TURMOIL (Turmoil в переводе с английского — «Суматоха») — используется в процессе расшифровки[5].
- TUTELAGE (Tutelage в переводе с английского — «Опека»)
- TRAFFICTHIEF